# Pelham Humphreys
Pelham Humphreys (Londra, 1647 – Windsor, 14 luglio 1674) è stato un compositore inglese d'età barocca.
Fu il più illustre tra i compositori britannici della nuova generazione d'inizio Restaurazione.
Morì a soli ventisette anni, ma, malgrado la sua giovane età, assieme a Matthew Locke esercitò una forte influenza sui suoi contemporanei, tra i quali Henry Purcell e John Blow. La sua morte precoce è considerata una delle più grandi tragedie nella storia della musica inglese; nell'anno della sua scomparsa egli aveva già scritto numerose composizioni di grande valore, incluso l'inno O Lord, my God.
Già all'età di diciassette anni aveva composto vari inni che divennero subito d'uso comune. Il re lo inviò a studiare a Parigi presso Giovanni Battista Lulli, probabilmente nel gennaio del 1665 dove influenzò considerevolmente la musica della Corte di Francia. Nel 1672 successe ad Henry Cooke (suo suocero) come Maestro dei fanciulli della Cappella Reale, divenendo contemporaneamente anche musicista di corte.
Le maniere di Humphreys e in generale la sua condotta sono menzionate sfavorevolmente nei diari di Samuel Pepys. Questi scriveva: «Pelham Hemphreys non è un gran gentiluomo, è pieno di foggia, baldanza e vanagloria e sminuisce i meriti di tutti, eccetto i suoi».